# گربو
گِربو (به سوئدی: Gerby) منطقه‌ای مسکونی در واسا است که عمدتاً از خانه‌های ویلایی تشکیل شده است. این منطقه یکی از بزرگ‌ترین زیرمنطقه‌های واسا به‌شمار می‌رود و با جمعیت ۱۰٬۹۶۱ نفر، دومین زیرمنطقهٔ پرجمعیت واسا است.

## تاریخچه
گربو تا دههٔ ۱۹۸۰ یک روستای کوچک روستایی بود که در سال ۱۹۷۳ طی الحاقی اداری از موستاساری به واسا ملحق شد. ساخت‌وساز در محلۀ موسوم به «گربوی جدید» در اواخر دهه‌های ۱۹۸۰ و ۱۹۹۰ موجب گسترش سکونت در ناحیهٔ جنگلی آن زمان در غرب منطقهٔ «فورستا استراندن» (به سوئدی: Första stranden) (اولین ساحل) شد. همچنین در منطقهٔ «استوربِرگِت» (به سوئدی: Storberget)، ساخت‌وساز مسکونی شکل گرفت که به‌تبع آن فعالیت‌های پرشور اسکی در آن منطقه کاهش یافت. پناهگاه اسکی باشگاه ورزشی «IK Hellas» در منطقهٔ ایسوکالیو (به فنلاندی: Isokallio) چند سال بعد تخریب شد.
قدیمی‌ترین بخش گربو، منطقهٔ لیل‌بو (به سوئدی: Lillby) یا «روستای کوچک» است. در این منطقه مدرسهٔ قدیمی، خانهٔ اجتماعات کنونی، ساختمان قدیمی انجمن جوانان، و ساختمان پیشین آتش‌نشانی داوطلبانه قرار دارند. کهن‌ترین ساختمان‌های گربو به اوایل قرن نوزدهم و حتی اواخر قرن هجدهم بازمی‌گردند و عمدتاً در اطراف همین روستای کوچک قرار گرفته‌اند.
تا اوایل دههٔ ۱۹۹۰، گربو دارای فروشگاه و ادارهٔ پست خود بود که بعدها تعطیل شدند. اکنون در این منطقه یک سوپرمارکت بزرگ اس‌مارکت (به فنلاندی: S-market) فعال است. بندر کوچک قایق‌رانی گربو با ظرفیت ۲۱۵ قایق در گربوی جدید قرار دارد. این بندر با سابقه، در سال‌های ۲۰۱۳ تا ۲۰۱۴ توسعه یافت. در نزدیکی این بندر، ساختمان جوانان «ویلای گربو» قرار داشت که توسط شهرداری واسا اداره می‌شد، اما اکنون تعطیل شده است.

## خدمات
در منطقهٔ گربو دو مدرسه به زبان‌های فنلاندی و سوئدی فعالیت دارند: مدرسهٔ لنسیمتسن (به فنلاندی: Länsimetsän koulu) و مدرسهٔ گربو (به سوئدی: Gerby skola). مرکز درمانی منطقه نیز تا پایان سال ۲۰۲۲ فعال بود و سپس خدمات آن به ساختمان جدید H در کنار بیمارستان مرکزی منتقل شد. همچنین تالار اجتماعات کلیسای گربو، دفتر شرکت Vestis، فروشگاه، خودپرداز، و پمپ‌بنزین اتوماتیک ABC در منطقه قرار دارند. پیتزافروشی «Dallas Pizza Palazzo» نیز در گربو فعال است.
از جاذبه‌های گربو می‌توان به تپهٔ «راپاتونتوری» (به فنلاندی: Rapatunturi) معروف به «راپیس» (به فنلاندی: Rapis) یا به‌طور رسمی «یِرپون‌مَکی» (به فنلاندی: Jerppyynmäki) اشاره کرد که در پاییز ۲۰۲۲ یک سکوی دیدبانی در بالای آن ساخته شد. از آن‌جا می‌توان پل رپلات (انگلیسی: Replot Bridge فنلاندی: Raippaluodon silta) را نیز مشاهده کرد. در این منطقه سه تپهٔ خاک‌ریز مصنوعی ساخته‌شده از مواد بازیافتی وجود دارد که همۀ آن‌ها تپهٔ سورتمه‌سواری و محل کباب‌پزی عمومی تحت نظارت شهرداری دارند.
در یکی از قطعات موسیقی محبوب گروه یون پولته (به فنلاندی: Yön Polte) به‌نام «دختر، تو ستارهٔ دریایی هستی» (به فنلاندی: Tyttö sinä olet meritähti)، ماجراهایی در بندر قایق‌رانی گربو روایت می‌شود.

## محله‌های تشکیل‌دهنده
- ایسولاهتی (Isolahti)
- وِتوکانّاس (Vetokannas)
- لنسیمتسا (Länsimetsä)
- گربوی قدیم (Vanha Gerby)
- کورتیلاکسو (Kortelaakso)
- لیل‌بوی (Lillby)
- پوکین‌یَروی (Pukinjärvi)
- راجارینه (Rajarinne)
- نی‌می گربو (Gerbyn niemi)
- روستای گربو (Gerbyn kylä)
- وسترویک (Västervik)
- مجمع‌الجزایر گربو (Gerbyn saaristo)